# Crulai
Crulai é uma comuna francesa na região administrativa da Normandia, no departamento Orne. Estende-se por uma área de 22,5 km². Em 2010 a comuna tinha 870 habitantes (densidade: 38,7 hab./km²).